# Terra Alta (Catalunha)

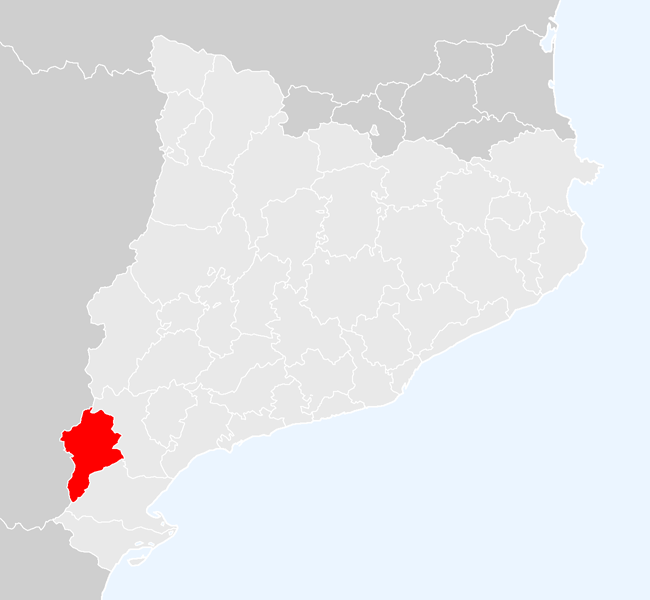
Localização do Terra Alta, na Catalunha.

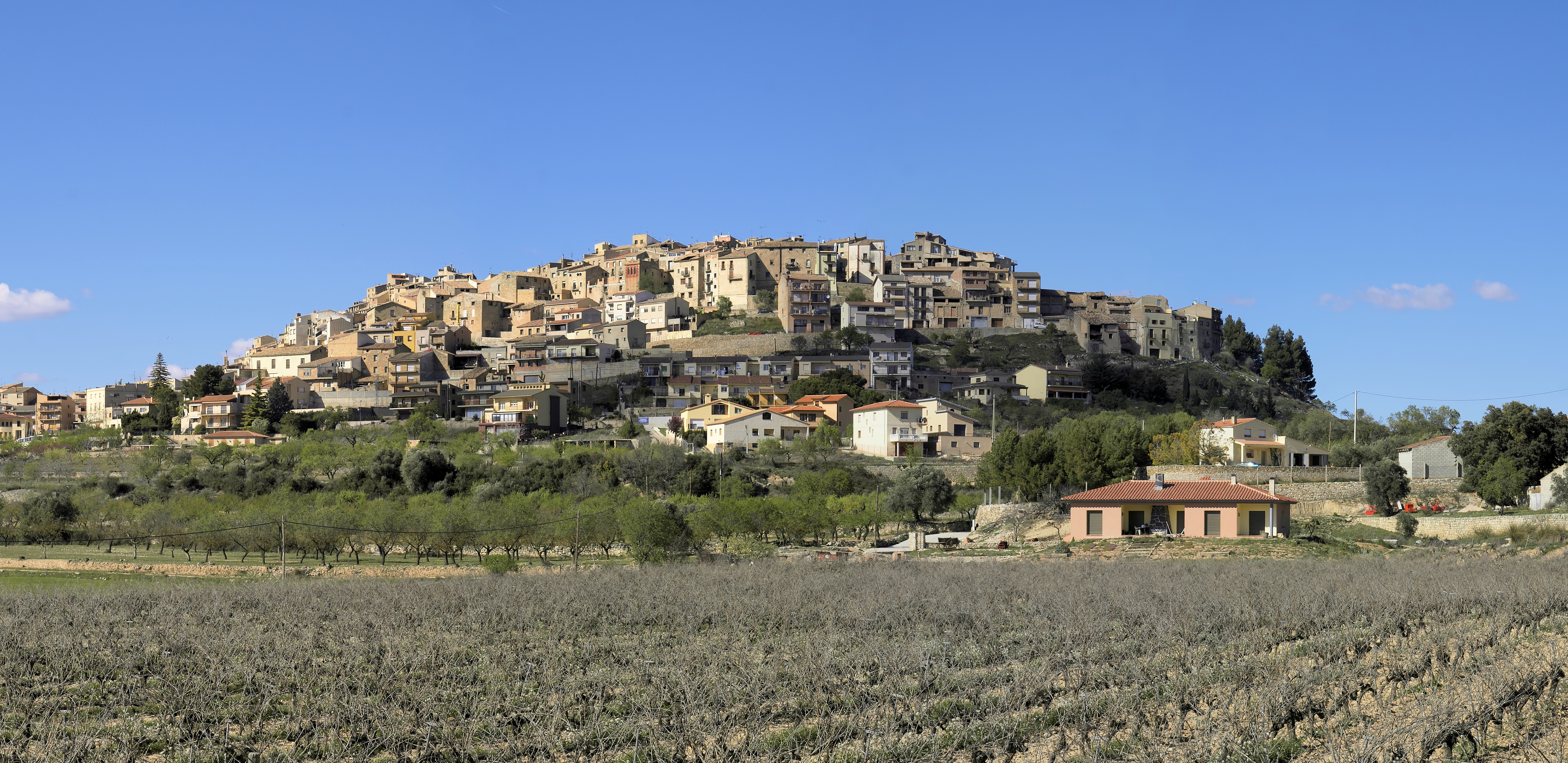
Horta de Sant Joan

A Terra Alta ,em catalão Terra Alta, é uma região (comarca) da Catalunha. Abarca uma superfície de 743,36 quilômetros quadrados e possui uma população de 12.715 habitantes.

## Subdivisões
A comarca da Terra Alta subdivide-se nos seguintes 12 municípios:
- Arnes
- Batea
- Bot
- Caseres
- Corbera d'Ebre
- La Fatarella
- Gandesa
- Horta de Sant Joan
- El Pinell de Brai
- La Pobla de Massaluca
- Prat de Comte
- Vilalba dels Arcs